# Иуда — коронованный предатель Болгарии
«Иуда — коронованный предатель Болгарии» (1915) — немой художественный фильм Эдварда Пухальского. Фильм вышел на экраны 8 декабря 1915 года. Фильм не сохранился.

## Сюжет
Фильм разоблачал «предательство» Болгарии королём Фердинандом Кобургским и германофильские настроения в правительстве Болгарии. Действие фильма строилось на изображении всяческих преступлений. Одним из главных персонажей была красавица-русофилка, которая в конце погибала. В фильм была включена военная хроника.

## В ролях
- Николай Салтыков — Фердинанд, король Болгарии
- Ге-Де-Гамм — Миленка Стамболинская
- Яков Лейн — Иуда [кинодебют Я. Лейна]
- Шиманская
- Ланин

## Художественные особенности
С. Гинзбург заметил, что среди «военно-детективных картин» картина «занимала <…> особое место» и выделялась среди них. В ней «была создана попытка построить злободневную детективную кинодраму на реальном политическом материале», однако детективный сюжет заслонил собой политическую злободневность. Гинзбург отметил также «крайнюю <…> наивность авторской концепции». В. Вишневский назвал фильм «кинофеерией».